# كريس سيمس
كريس سيمس (بالإنجليزية: Chris Simms)‏ هو لاعب كرة قدم أمريكية أمريكي، ولد في 29 أغسطس 1980 في فرانكلين ليكس في الولايات المتحدة.

## وصلات خارجية
- كريس سيمس على موقع مرجع كرة القدم المحترفة.كوم (الإنجليزية)
- كريس سيمس على موقع IMDb (الإنجليزية)